# R. Scott Williams

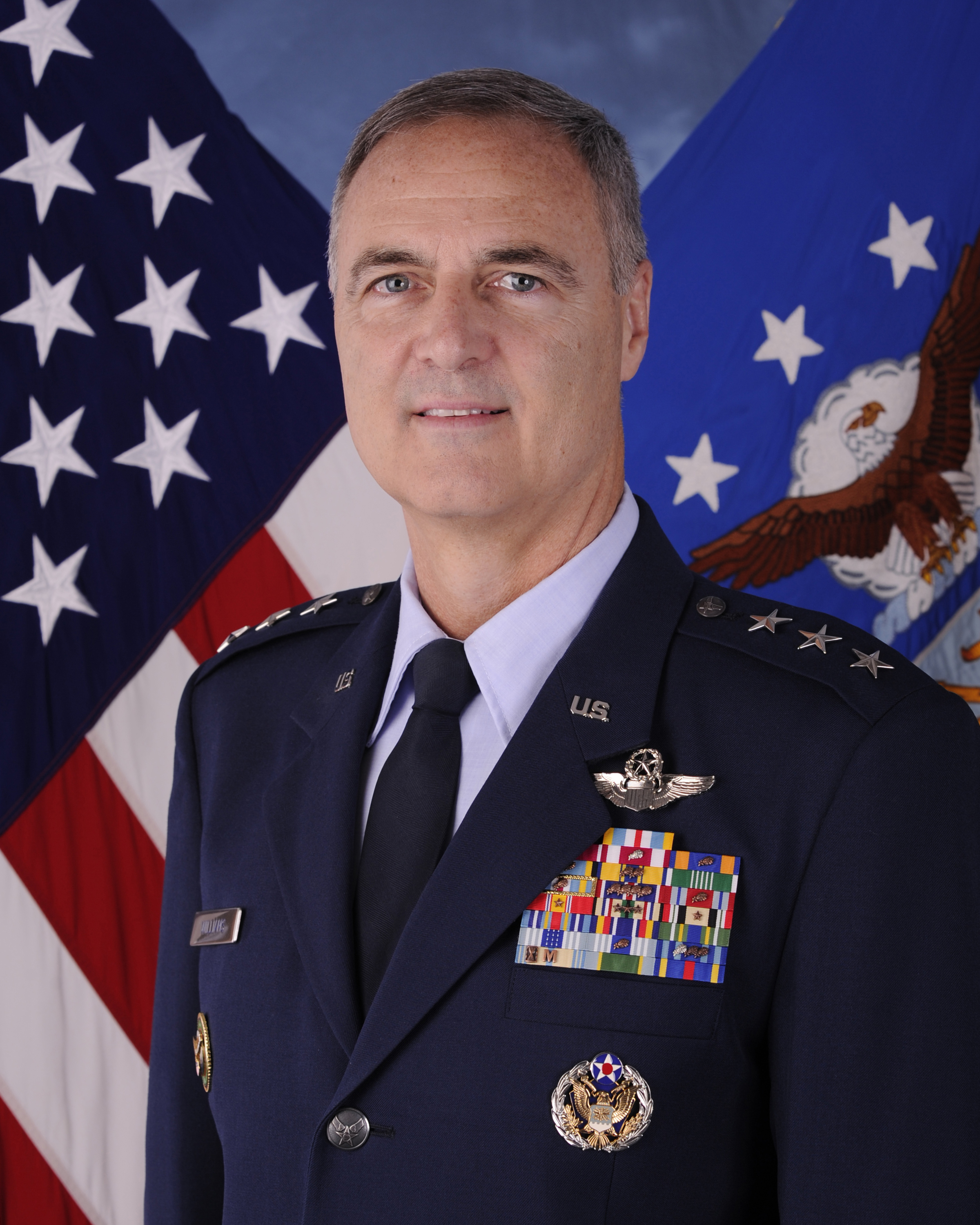
R. Scott Williams (2016)

R. Scott Williams (* um 1962 in Colorado Springs, El Paso County, Colorado) ist ein pensionierter Generalleutnant der United States Air Force. Er war unter anderem Kommandeur der 1. Luftflotte (First Air Force).
Über das ROTC-Programm des Georgia Institute of Technology gelangte er im Jahr 1984 in das Offizierskorps des United States Air Force. In dieser durchlief er anschließend alle Offiziersränge vom Leutnant bis zum Drei-Sterne-General.
Im Lauf seiner militärischen Karriere absolvierte er verschiedene Kurse und Schulungen. Dazu gehörten unter anderem eine Ausbildung zum Kampfpiloten und weitere Fortbildungskurse als Pilot neuer Flugzeugtypen; die Squadron Officer School auf der Maxwell Air Force Base in Alabama; die Embry-Riddle Aeronautical University; das Air Command and Staff College; das Air War College; das Industrial College of the Armed Forces und der CAPSTONE Course der National Defense University. Im weiteren Verlauf folgten andere Weiterbildungsmaßnahmen wie der Joint Task Force Commander's Course; der Air Force Smart Operations for the 21st Century (AFSO21) Course; die Joint Military Attaché School; der Joint Force Air Component Commander Course und der Pinnacle Course. Außerdem erhielt er einen akademischen Grad von der Syracuse University.
In seinen frühen Jahren als Offizier der Luftwaffe war er an verschiedenen Stützpunkten stationiert. Dabei war er als Pilot, Flugausbilder oder Stabsoffizier bei unterschiedlichen Einheiten tätig. Dazwischen absolvierte er die erwähnten Schulungen. Zwischen August 1991 und August 1995 war er auf der Spangdahlem Air Base in Deutschland stationiert. Seine nächste Auslandsversetzung schloss unmittelbar nach dem Ende seiner Mission in Deutschland an. Bis zum November 1996 war er auf der Osan Air Base in Südkorea tätig.
Anschließend setzte er seine Laufbahn in den Vereinigten Staaten fort. Dabei wurde er auch als Stabsoffizier bei verschiedenen Hauptquartieren verwendet. Dann befasste er sich zunehmend mit Angelegenheiten der Luftstreitkräfte der Nationalgarden. So war er zwischen Oktober 1999 und Oktober 2000 und nochmals von Oktober 2001 bis zum Juni 2005 in unterschiedlichen Funktionen für das Readiness Center der Air National Guard tätig. Dazwischen war er zwischen Oktober 2000 und Oktober 2001 Ausbilder bei der 157. Kampfstaffel (157th Fighter Squadron), die zu den Luftstreitkräften der South Carolina National Guard gehörte.
Nach seinem bis zum Juni 2006 andauernden Studium am Industrial College of the Armed Forces in Fort Lesley J. McNair in Washington, D.C. kehrte er zu den Luftstreitkräften der Nationalgarde von South Carolina zurück. Zwischen Juni 2006 und Februar 2008 kommandierte er die 169th Operations Group und danach bis zum Januar 2012 das 169. Kampfgeschwader (169th Fighter Wing), die beide zur Nationalgarde South Carolina gehörten und auf der McEntire Joint National Guard Base in Columbia stationiert waren. Danach war er bis zum August 2012 Stabsoffizier beim gemeinsamen Stab aller Streitkräfte South Carolinas (Director, Joint Staff, South Carolina Joint Force Headquarters).
Anschließend kehrte er zum Air National Guard Readiness Center auf der Joint Base Andrews Naval Air Facility in Maryland zurück. Von August 2012 bis Juni 2014 kommandierte er diese Einrichtung. Daran schloss sich eine Versetzung zur amerikanischen Botschaft in Kuwait an, wo er bis zum Juni 2016 als Militärattaché tätig war.
Am 11. Juli 2016 übernahm er auf der Tyndall Air Force Base in Florida als Nachfolger von William H. Etter das Kommando über die 1. Luftflotte, die hauptsächlich aus Geschwadern verschiedener Nationalgarden besteht. Gleichzeitig kommandierte er das dortige regionale Kontrollzentrum des North American Aerospace Defense Commands (NORAD). Diese Aufgaben bekleidete er bis zum 20. Juni 2019 als Marc H. Sasseville seine Nachfolge antrat. Anschließend schied er aus dem aktiven Militärdienst aus.
Während seiner aktiven Zeit als Militärpilot absolvierte er über 3900 Flugstunden auf verschiedenen Flugzeugtypen.

## Daten der Beförderungen
| Abzeichen | Rang               | Jahr             |
| --------- | ------------------ | ---------------- |
|           | Second Lieutenant  | 2. November 1984 |
|           | First Lieutenant   | 2. November 1986 |
|           | Captain            | 2. November 1988 |
|           | Major              | 1. August 1996   |
|           | Lieutenant Colonel | 13. Oktober 2001 |
|           | Colonel            | 30. Juni 2005    |
|           | Brigadier General  | 30. Juli 2010    |
|           | Major General      | 2. Juni 2014     |
|           | Lieutenant General | 6. Juli 2016     |

## Orden und Auszeichnungen
R. Scott Williams erhielt im Lauf seiner militärischen Laufbahn unter anderem folgende Auszeichnungen:
- Defense Superior Service Medal
- Legion of Merit
- Meritorious Service Medal
- Air Medal
- Aerial Achievement Medal
- Air Force Commendation Medal
- Army Commendation Medal
- Air Force Outstanding Unit Award
- Iraq Campaign Medal
- Southwest Asia Service Medal